# François Reynaud
Pour les articles homonymes, voir Reynaud.
François Reynaud est un artiste peintre et dessinateur français né le 12 août 1825 à Marseille, mort le 30 mars 1909 dans le 6e arrondissement de Paris.

## Biographie
François Reynaud est élève d'Augustin Aubert et d'Émile Loubon (il laissera du second un portrait) à l'École des beaux-arts de Marseille.
Les traits de François Reynaud nous sont restitués par son Autoportrait conservé dans les collections du Musée des beaux-arts de Marseille.

## Expositions
- Salon de peinture et de sculpture, Paris, de 1848 à 1891.
- Exposition de Roubaix, 1869[3].
- Exposition universelle de 1889.
- Le paysage dans les collections mayennaises, Musée du Vieux-Château, Laval (Mayenne), 1985[4].

## Réception critique

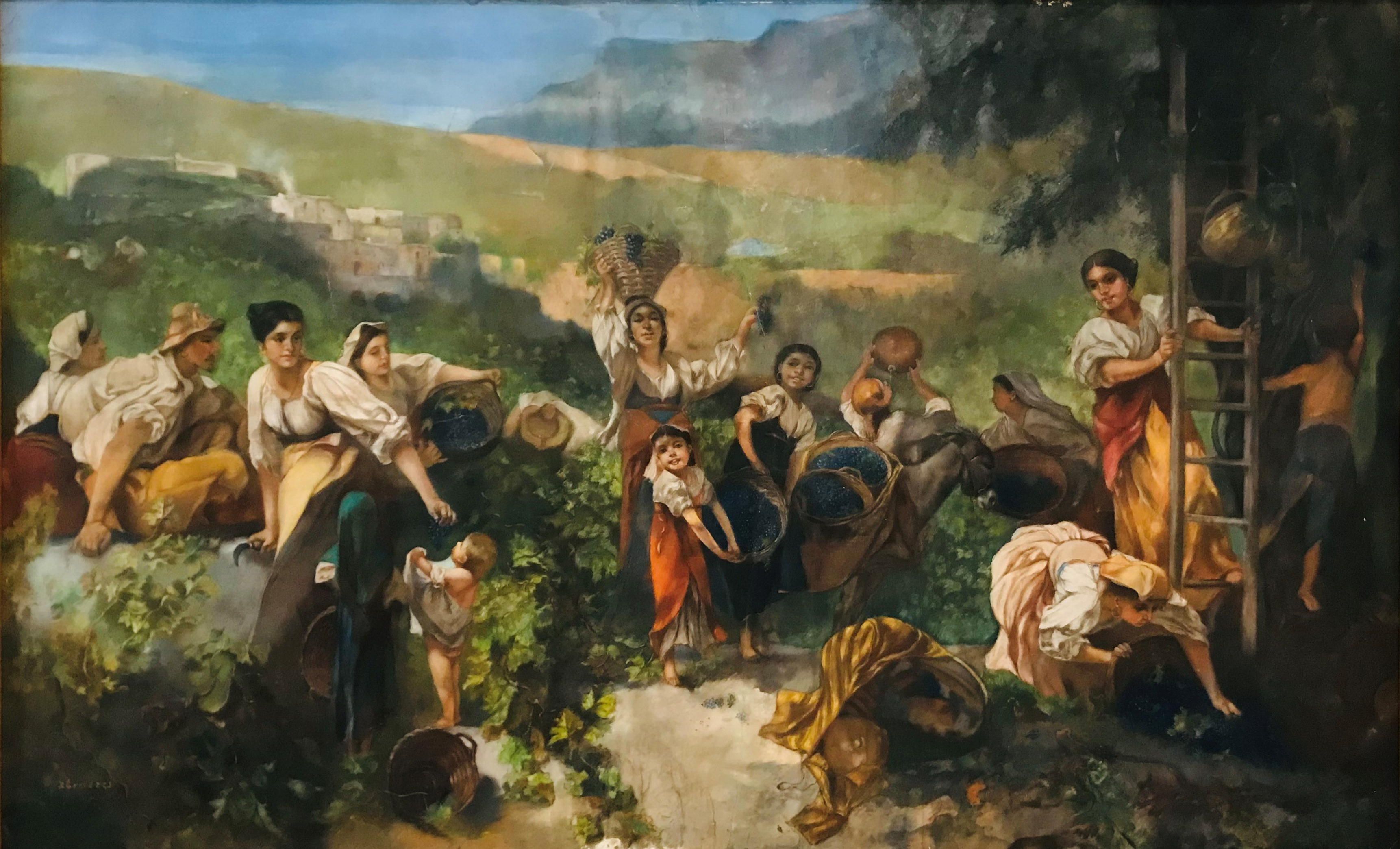
Vendanges dans les Abruzzes, 1873, pastel, exposé au Salon de Paris de 1873, collection privée, Italie.

- Vendanges dans les Abruzzes, 1873, pastel, exposé au Salon de Paris de 1873, collection privée, Italie.« François Reynaud a souvent travaillé en Savoie mais aussi en Italie, ce qui explique la légèreté de touche dans l'indication de ses personnages, l'orchestration  adroite de ses petites scènes paysannes souvent recueillies dans la campagne autour de Naples. » - Gérald Schurr[5]

## Prix et distinctions
- Médaille de bronze, Exposition universelle de 1900.

## Musées et collections publiques
- Musée Granet, Aix-en-Provence, Portrait d'Émile Loubon, peinture.
- Musée Gassendi, Digne, Le joueur de cornemuse, peinture.
- Musée des beaux-arts de Marseille, La fin de la journée, Les Lazzaroni à Naples, Rue à Saragosse, Autoportrait, peintures.
- Musée Cantini, Marseille, Italienne de Sorrente, Jeune Napolitaine, La source, Portrait de jeune fille, peintures.
- Palais Longchamp, Marseille, Paysage, peinture.
- Musée d'art et d'histoire de Narbonne, Quartier populaire de San Remo, peinture.
- Département des arts graphiques du Musée du Louvre, dessins, essentiellement des vues de Naples.
- Musée Tavet-Delacour, Pontoise, Pêcheurs provençaux, Une dispute, peintures.
- Musée des beaux-arts de Reims, Fête à Naples, peinture.
- Musée Denys-Puech, Rodez, Les Abruzziens à Naples, peinture.
- La Piscine - Musée d'art et d'industrie André Diligent, Roubaix, Les dénicheuses : deux jeunes femmes retirent un nid du rocher où elles sont assises ; près d'elles, une urne recevant l'eau d'une source qui découle en mine filet d'eau du rocher, peinture.
- Communauté de communes d'Erve et Charnie, Sainte-Suzanne-et-Chammes, Joueurs de boules au bord de la mer, peinture[4].

## Collections privées
- Collection Henri Husson, château du Mesnil-Saint-Denis[6].